# 勞動部勞動力發展署桃竹苗分署
勞動部勞動力發展署桃竹苗分署是勞動部勞動力發展署的所屬機構，位於桃園市楊梅區。服務區域為桃園市、新竹縣、新竹市以及苗栗縣，主要提供待業者就業諮詢、職前訓練、在職者的在職訓練、現場考取技術士證照的全國技術士技能檢定、受訓學員專案檢定、即測即評及發證，以及補助並輔導企業團體辦理職業訓練等服務。

## 歷史
桃竹苗區就業服務中心
- 1956年7月，於台北市設置「台灣省國民就業輔導中心」
- 1963年7月，建制為「台灣省北區國民就業輔導中心」
- 1966年7月，改名為「台灣省台北區國民就業輔導中心」
- 1968年4月，遷址桃園縣中壢市延平路
- 1986年9月，遷入桃園縣桃園市南華街92號現址
- 1988年1月，由原隸屬臺灣省政府社會處改隸臺灣省政府勞工處
- 1994年7月，因修改組織編制及組織規程，更名為「台灣省政府勞工處台北區就業服務中心」
- 1999年7月，因臺灣省政府功能業務與組織調整，改隸行政院勞工委員會職業訓練局（今勞動部勞動力發展署），更名為「行政院勞工委員會職業訓練局台北區就業服務中心」
- 2005年7月，更名為「行政院勞工委員會職業訓練局桃竹苗區就業服務中心」

桃園職業訓練中心
- 1973年7月，於桃園縣桃園市設立「台灣省政府社會處台北區國民就業輔導中心附設職業訓練中心」
- 1988年1月，升格為「台灣省政府勞工處北區職業訓練中心」
- 1999年7月，隨精省改隸行政院勞工委員會職業訓練局（今勞動部勞動力發展署），更名為「行政院勞工委員會職業訓練局北區職業訓練中心」
- 1999年9月，因配合工業發展需要，擴大訓練職類及容量，遷入桃園縣楊梅市秀才路851號現址

青年職業訓練中心
- 1970年1月，於裕隆汽車大坪林工廠設立「第一青年職業訓練中心」。後設立於桃園縣楊梅市幼獅工業區，佔地4,600餘坪。
- 1986年1月，更名為「行政院青年輔導委員會青年職業訓練中心」
- 2013年1月，改隸行政院勞工委員會職業訓練局（今勞動部勞動力發展署），更名為「行政院勞工委員會職業訓練局青年職業訓練中心」

## 歷任分署長
| 任別   | 姓名   | 就職時間      | 卸任時間      | 備註   |
| 分署長 | 分署長 | 分署長        | 分署長        | 分署長 |
| ------ | ------ | ------------- | ------------- | ------ |
| 1      | 丁玉珍 | 2014年2月17日 | 2018年9月3日  |        |
| 2      | 賴家仁 | 2018年9月3日  | 2022年7月1日  |        |
| 3      | 林淑媛 | 2022年7月1日  | 2024年1月15日 |        |
| 4      | 賴家仁 | 2024年2月15日 | 現任          |        |

## 歷任副分署長
| 任別     | 姓名     | 就職時間       | 卸任時間     | 備註     |
| 副分署長 | 副分署長 | 副分署長       | 副分署長     | 副分署長 |
| -------- | -------- | -------------- | ------------ | -------- |
| 1        | 李燕玲   | 2018年12月27日 | 2022年8月1日 |          |
| 2        | 何維敦   | 2022年8月1日   | 2023年3月1日 |          |
| 3        | 劉玉儀   | 2023年3月1日   | 2024年8月5日 |          |
| 4        | 游勝璋   | 2024年8月5日   | 現任         |          |

## 組織
- 分署長
  - 副分署長
    - 秘書
    - 技正

### 行政業務部門
- 就業促進科
- 諮詢服務與給付科
- 特定對象及學員輔導科
- 自辦訓練科
- 訓練推廣科
- 綜合規劃科
- 秘書室
- 主計室
- 人事室
- 政風室

### 所屬場館
- 桃園職業訓練場：

位於桃園市楊梅區
- 幼獅職業訓練場：

位於桃園市楊梅區幼獅工業區。
- 苗栗職業訓練場：

位於苗栗縣竹南鎮。
- 桃園就業中心（委辦桃園市政府，現桃園市政府就業職訓服務處桃園就業中心）：

位於桃園市桃園區。
- 中壢就業中心（委辦桃園市政府，現桃園市政府就業職訓服務處中壢就業中心）：

位於桃園市中壢區。
- 新竹就業中心：

位於新竹市，與賈桃樂學習主題館共用部分空間。
- 下設新竹科學園區就業服務臺。
- 下設竹塹就業服務臺。
- 下設武陵就業服務臺。

- 竹北就業中心：

位於新竹縣竹北市。
- 下設斗崙就業服務臺。
- 下設新竹工業區就業服務臺。
- 下設新豐就業服務臺。
- 下設尖石就業服務臺。
- 下設新埔就業服務臺。
- 下設北埔就業服務臺。
- 下設關西就業服務臺。
- 下設峨嵋就業服務臺。
- 下設芎林就業服務臺。
- 下設湖口就業服務臺。
- 下設寶山就業服務臺。
- 下設竹東就業服務臺。
- 下設五峰就業服務臺。
- 下設橫山就業服務臺。

- 苗栗就業中心：

位於苗栗縣苗栗市。
- 下設北苗就業服務臺。
- 下設竹南科學園區就業服務臺。
- 下設竹南就業服務臺。
- 下設公館就業服務臺。
- 下設頭份就業服務臺。
- 下設大湖就業服務臺。
- 下設三灣就業服務臺。
- 下設泰安就業服務臺。
- 下設南庄就業服務臺。
- 下設銅鑼就業服務臺。
- 下設後龍就業服務臺。
- 下設三義就業服務臺。
- 下設通霄就業服務臺。
- 下設西湖就業服務臺。
- 下設苑裡就業服務臺。
- 下設卓蘭就業服務臺。
- 下設造橋就業服務臺。

## 外部連結
- 勞動部勞動力發展署桃竹苗分署 （页面存档备份，存于）（繁體中文）（英文）
- 賈桃樂JobTaole 勞動力發展署桃竹苗分署的Facebook專頁
- YouTube上的勞動力發展署桃竹苗分署賈桃樂JobTaole頻道